# Hibai Rekondo
Hibai Recondo (1954- ) es un cantante español en lengua vasca.
Hibai Recondo comenzó a cantar a principios de los años 1970, pensando que el canto tenía la función de "despertar a la gente". Publicó dos discos muy relacionados con la situación política del País Vasco, bajo el sobrenombre de Aseari, con música de poemas de Vitoriano Gandiaga, Augustin Zubikarai y otros escritores vascos. Luego compuso la música de la película El proceso de Burgos, y se retiró con un disco con el irlandés McFarland.

## Biografía
Hibai Recondo nació en Caracas, Venezuela en 1954, cuando tenía ocho años, en 1962, llegó al País Vasco con sus padres y hermanos. Su madre era vizcaína, su padre guipuzcoano. Tenían muchas ganas de educar a sus hijos en el País Vasco y la familia se instaló en la localidad guipuzcoana de Zarauz. donde recibió clases de  Imanol Urbieta.
Comenzó a cantar en 1970, y a medida que iba tomando conciencia de la situación política y cultural del País Vasco, se dio cuenta de que el canto era una herramienta para proclamar la ciudadanía y denunciar la opresión y la injusticia. “El pueblo nos escucha con mucho entusiasmo. (...) Deben ser conscientes de la grave crisis de vida o muerte que vive el pueblo, pero nos olvidamos de la guardia, yo quisiera ser el despertador del pueblo. llamado", dijo en una entrevista de 1972 (1). En esos primeros años ofreció la mayoría de sus conciertos en Gipuzkoa, más de uno de ellos en Hernán, pero también actuó en Bizkaia -dos o tres veces-, en Gasteiz, Sara y Zaragoza (España). Imanol Larzabal lo llevó a algunas de estas actuaciones. En el arte cantó las canciones de Lourdes Iriondo, Xabier Lete, Mikel Laboa, Benito Lertxundi y otros, pero en el primer disco editado bajo el sobrenombre de Asear -Euskal Herria 1975 (Elkar, 1976)-, la mayoría de las canciones fueron creadas o adaptadas por él. En esa obra musicalizó varios poemas del poeta Vitoriano Gandiaga. Por ello, en noviembre de 1977, Recondo participó en el homenaje a Gandiaga en el marco de la Feria del Libro y del Disco de Durango, cantando "Nacido vasco", "Todos" y "Baina aura perbada".
Con su  segundo disco Euskal Herria 76-77: negu longe hozti (Elkar, 1977) Recondo siguió el mismo camino, pero luego musicalizó las letras de Aranduru, Gorriti, Pablo Neruda y Agustín Zubikarai. Era una época en la que las canciones se utilizaban para hacer declaraciones políticas, y Hibai Recondo participó en muchas de ellas. Por ejemplo, cantó en Herrikoi Topaketan, en el mitin celebrado en Bilbao contra la central nuclear de Lemoniz.
En los años siguientes tuvo la oportunidad de trabajar en el campo de la música de cine, bajo la dirección del director Imanol Uribe. En 1977, Uribe utilizó la música de Recondo y los hermanos Artze en el cortometraje Ez, y dos años más tarde le encargó a Recondo la creación de la música para la película El proceso de Burgos.
Fuera del País Vasco, Recondo cantó en España, Bélgica, Francia o Alemania. También participó en un festival en Holanda con el grupo donostiarra Schola Cantorum, junto a representantes de Irlanda, Córcega, Occitania, Galicia, Flandes y otros países.
Unos años más tarde publicó su último trabajo: Amaiur, gaztelu baltza (Elkar, 1986), un disco elaborado en colaboración con el irlandés McFarland. El disco incluye poemas de Estepan Urkiaga Lauaxeta ("Iturri baltza", "Amaiur, gaztelu baltza"...), temas populares y canciones creadas tanto por Recondo como por McFarland.
En 2009 regresa con un nuevo disco, Suaren desea. Considerando la situación del País Vasco, Hibai Recondo sintió la necesidad de ofrecer canciones con un contenido filosófico y trascendente. En sus palabras, "es necesaria sabiduría para afrontar la actual situación política y social. En este momento, estamos inmersos en una situación decisiva y esperanzadora, que exige un cambio en la conciencia humana". A pesar del lanzamiento del álbum, Recondo no tiene intención de volver a las presentaciones en vivo.

## Discografía
- Euskal Herria 1975 año 1975, productora Elkar.
- Euskal Herria 76-77: negu luze hotzetik año  1977, productora  Elkar.
- El proceso de Burgos año 1979, productora   IZ.
- Amaiur, gastelu balza año 1986, productora Elkar, con Mackfarland.
- Suaren desira año 2009, autoproducción)

## Colaboraciones
- Nuklearrik ez, eskerrik asko. Lemoiz gelditu! (Nucleares, gracias. ¡Lemoniz alto!)  año 1980, Comité Antinuclear del País Vasco/Tic-Tac.
- Iparragirre. Zure oroiz año 1981, Xoxoa.